# Revolta Abushiri
La revolta Abushiri és el nom que hom dona a una insurrecció protagonitzada els anys 1888-1889 per àrabs i població suahili de les àrees de la costa africana oriental que havia estat donada (sota protesta) a l'Imperi Alemany pel Soldà de Zanzíbar el 1888. Fou finalment sufocada per un bloqueig angloalemany de la costa.

## Rerefons
A les darreries de 1884 una expedició de la Societat per la Colonització Alemanya dirigida per Karl Peters havia arribat a Zanzíbar i havia fet que els caps locals de terra ferma signessin "contractes de protecció", cosa que prometia vastes i prometedores àrees a la seva organització. Un cop que havia guanyat una posició, la recentment establerta Companyia Alemanya de l'Àfrica Oriental de Peters adquirí més terres a Tanganyika fins a les muntanyes Uluguru i Usambara. Això va trobar l'oposició del soldà Barghash bin Said de Zanzíbar, que no obstant això hagué de cedir, després que Peters hagués obtingut el suport oficial de l'Auswärtiges Amt a Berlín i que una flota de la Kaiserliche Marine comandada pel contraalmirall Eduard Knorr aparegués davant la costa de Zanzíbar. El 28 d'abril de 1888 el soldà Khalifah bin Said de Zanzíbar finalment signà un tractat segons el qual cedia l'administració de la terra ferma de Tanganyika a la Companyia de l'Àfrica Oriental Alemanya.
Des de l'agost de 1888 l'organització intentava fer-se càrrec de les ciutats costaneres de Tanganyika en contra de la resistència feroç de l'elit àrab, que temia pel comerç d'esclaus i pel de vori, i també prop de la població indígena. Els intents d'Emil von Zelewski, administrador alemany a Pangani, per alçar la bandera de la companyia sobre la ciutat, alimentaren la revolta.

## Rebel·lió
La revolta fou liderada pel jardiner Abushiri ibn Salim al-Harthi, qui es va guanyar el suport tant dels àrabs de la zona, com de les tribus de suahilis locals. El pare d'Abushiri era un àrab ètnic i la seva mare una Galla. La rebel·lió aviat s'estengué per tota la costa des de la ciutat de Tanga al nord cap a Lindi i Mikindani al sud. Els representants de la Companyia de l'Àfrica Oriental Alemanya foren expulsats o morts amb l'excepció dels establiments a Bagamoyo i Dar es Salaam.
El febrer de 1889 el Canceller Alemany Otto von Bismarck hi intervingué i situà el lloctinent Hermann von Wissmann com a Reichskommissar de l'Àfrica Oriental Alemanya. Wissmann reuní una Schutztruppe d'oficials alemanys i soldats àscari nadius, que, amb suport de la Marina i dels britànics, posteriorment suprimiren la rebel·lió.
Posteriorment Abushiri, en el seu vol a Mombasa, havia estat finalment venut als alemanys el desembre de 1889, i fou condemnat a mort per una cort militar i públicament penjat a Pangani. Per un acord de 20 de novembre de 1890, la Companyia de l'Àfrica Oriental havia de lliurar l'administració de Tanganyika al govern alemany. Tanmateix no fou fins a començaments de 1891 que Wissmann pogué comunicar a Berlín que la rebel·lió s'havia sufocat totalment.